# Scalinata Selarón
La Scalinata Selarón è un'opera architettonica di Rio de Janeiro, in Brasile, decorata dall'artista cileno Jorge Selarón che l'ha definita "il mio tributo al popolo brasiliano".

## Storia
Selarón si era trasferito a Rio de Janeiro negli anni ottanta andando ad abitare in una casa prospiciente la scalinata. Nel 1990 iniziò a ristrutturare alcuni gradini fatiscenti che correvano lungo la parte anteriore della sua abitazione. In un primo momento, i vicini lo prendevano in giro per la scelta dei colori con i quali ricopriva le alzate dei gradini con frammenti di piastrelle blu, verde e giallo - i colori della bandiera brasiliana. La cosa iniziò come progetto collaterale alla sua passione principale, la pittura, ma ben presto divenne per lui come un'ossessione. Scoprì che era costantemente senza soldi e fu spinto a vendere sempre più suoi dipinti per finanziare quel lavoro, lungo e dispendioso, che egli continuò, fino a portarlo a termine, ricoprendo tutte le alzate dei gradini con piastrelle di ceramica e specchi.

## Scalinata
La scalinata collega via Joaquim Silva alla via Pinto Martins, ufficialmente conosciuta come via Manuel Carneiro, a cavallo fra i quartieri di Lapa e Santa Teresa di Rio de Janeiro. È costituita da 250 gradini ed è lunga 125 m. Le alzate dei gradini sono decorate con oltre 2.000 piastrelle provenienti da oltre 60 paesi di tutto il mondo. Non prima di completare una porzione della scalinata Selaròn iniziava a lavorare su un'altra sezione, cambiando costantemente, in modo tale che divenne un lavoro in continua evoluzione. Selaròn considerò sempre il suo lavoro come "incompleto" e dichiarò "Questo sogno folle e unico finirà solo il giorno della mia morte".
In origine, le piastrelle venivano recuperate da cantieri e mucchi di rifiuti urbani trovati nelle strade di Rio, ma negli ultimi anni la maggior parte di esse erano state donate da visitatori provenienti da tutto il mondo. Delle oltre duemila piastrelle che compongono la scalinata, oltre trecento sono state dipinte a mano da Selaròn con la raffigurazione di una donna africana incinta. L'artista non volle mai rivelare il significato di questo soggetto dicendo che si trattava di "un problema personale del mio passato". Successivamente il lavoro venne esteso fino ai piedi dell'Arcos da Lapa.
L'opera si rifà, forse inconsapevolmente ma probabilmente no, alla ben più antica Scalinata di Santa Maria del Monte di Caltagirone, che l'artista potrebbe aver conosciuto nel suo girovagare in oltre cinquanta paesi del mondo.

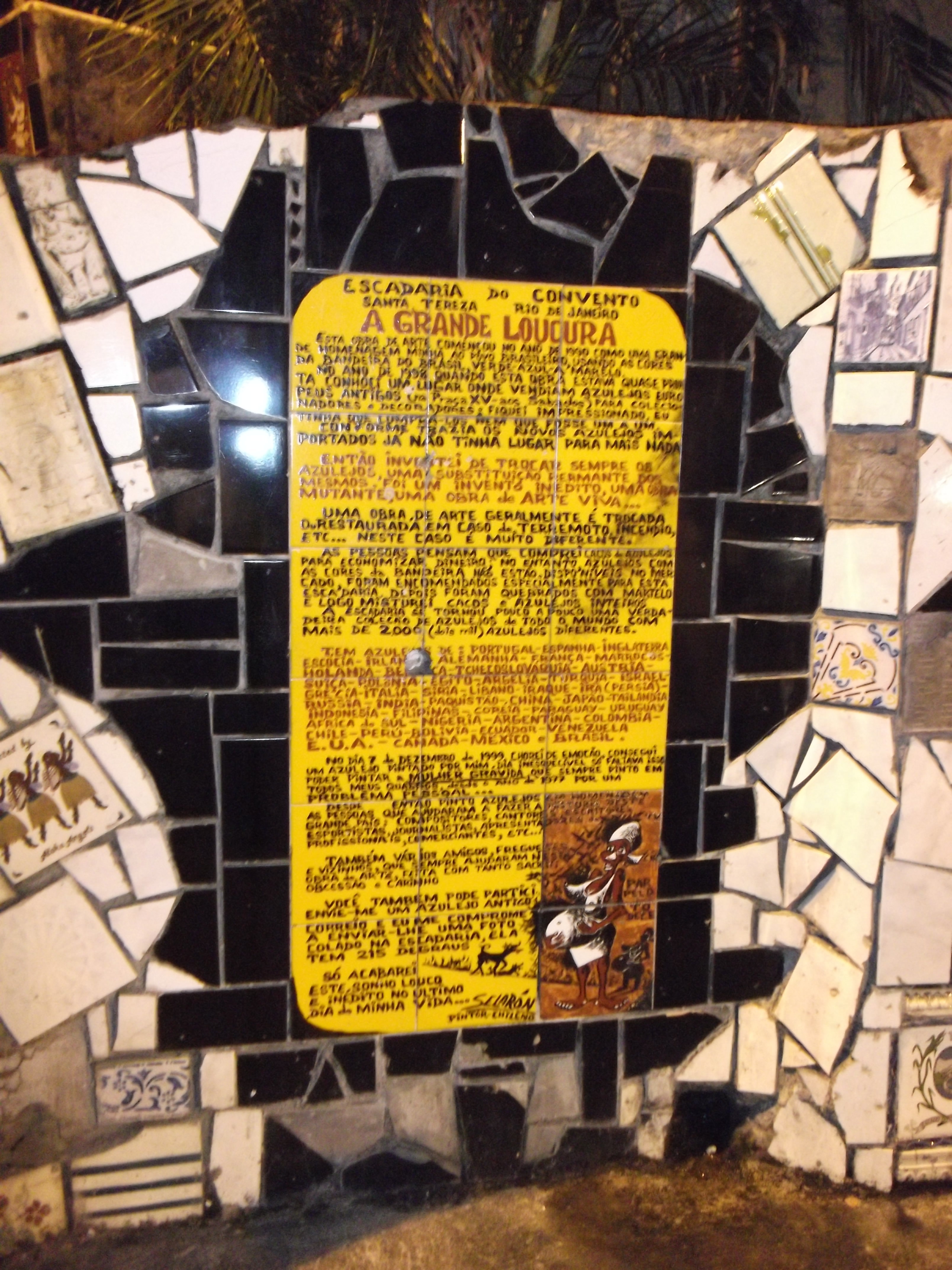
Dettaglio della scalinata

## Riconoscimento internazionale
L'opera è apparsa in molte riviste famose, giornali, documentari e spot pubblicitari. National Geographic Channel, American Express, Coca Cola, Corn Kellogg Flakes e Playboy sono solo alcuni dei media che hanno parlato della scalinata. È apparsa in numerosi video come Snoop Dogg Bella U2 e Amore e Capoeira di Takagi & Ketra ft. Giusy Ferreri, ed è anche considerata un'attrazione turistica iconica di Rio de Janeiro dato che viaggiatori provenienti da tutto il mondo vi si recano ogni giorno. Nel 2009 la scalinata è stata inserita in Rio emotiva 2016 video clip per la candidatura olimpica di Rio 2016, dal titolo "La Passione ci unisce". La scalinata figura anche nello spettacolo The Amazing Race 18, dove le squadre hanno il compito di trovare una tessera simile in un determinato percorso.